# Rivière Frenchman
La rivière Frenchman est un cours d'eau qui coule dans la province de la Saskatchewan. 
Elle prend sa source dans la montagne de Cyprès à 975 mètres d'altitude, puis traverse le parc national des Prairies. La rivière entre ensuite dans l'État du Montana aux États-Unis où elle termine son trajet en se jetant dans la rivière Milk.
La rivière Frenchman est un affluent de la rivière Milk qui est elle-même un affluent de la rivière Missouri et contribue au bassin versant du fleuve Mississippi. 

## Toponymie
La rivière doit son nom à la communauté métisse et canadienne-française qui vivait le long de ce cours d'eau au XIXe siècle et au début du XXe siècle.
La rivière a autrefois été connue en français sont le nom de « rivière Blanche ». La couleur des berges et des buttes le long de son parcours qui contiennent un sol argileux ayant un sable d'une blancheur remarquable. Les variantes anglaises White Earth, Whitemud et White Mud, auxquelles ont rajoutaient les génériques Creek ou River, tendent à confirmer cette hypothèse. Elle a aussi été connue sous le nom de la « Maison de Terre ». L'origine du toponyme n'est pas connu, mais il est possible qu'il provient d'un poste de traite construit par Roger Goulet à l'intention de la tribu de Sitting Bull, qui s'était réfugié du côté canadien de la frontière. Ce dernier, aidé de trois hommes, fit creuser une habitation troglodytique. Sa situation avantageuse ne pouvait qu'attirer l'attention.